# Shaushka
Šauška o Shaushka (lingua ittita: Šauša, & poi Šawuška) fu una divinità femminile urrita poi adottata anche dagli ittiti. È ben conosciuta perché divenne la divinità protettrice del sovrano ittita Hattušili III (re nel periodo 1265-1237 a.C.) dopo il suo matrimonio con Puduhepa, figlia del sommo sacerdote della dea. I centro del suo culto era Lawazantiya, nel Kizzuwatna. Era la dea della fertilità, della guerra e della guarigione. È rappresentata come una donna alata in piedi su un leone, accompagnata da due attendenti. Viene considerata come l'equivalente della dea mesopotamica Ishtar.